# イオンモール大和郡山
イオンモール大和郡山（イオンモールやまとこおりやま）は、奈良県大和郡山市下三橋町に位置するイオンモール株式会社が開発、運営する大型ショッピングセンター。2010年（平成22年）3月25日開業。

## 概要
国道24号奈良バイパス沿いの大和郡山市北部に立地しており、奈良市と隣接している。北西の交差点向かいにはニトリ奈良南店、北側には大和ハウス工業奈良工場が立地する。
2006年（平成18年）7月26日に計画が発表され、当初の予定ではジャスコと阪神百貨店を核とする「イオン大和郡山ショッピングセンター」として2007年の開業を目指していたが、同年11月10日に阪神百貨店は阪急百貨店との業務提携に向けた経営計画の見直しによって出店計画を中止することを発表。また、2007年（平成19年）に敷地内の下三橋遺跡より平城京の羅城や十条の条坊とみられる遺構が発見されたことから計画の見直しがなされ、2008年（平成20年）11月の着工となった。着工後も計画見直しは続き、経済状況の急激な変化を考慮して店舗規模が縮小。当初の予定から3年ほど遅れた2010年（平成22年）3月19日 - 3月24日にソフトオープン、3月25日にグランドオープンした。
建物は地上4階建てで、北側に核店舗となるイオンリテール株式会社運営の総合スーパー・イオン大和郡山店（旧：ジャスコ。なお、イオンリテール運営では当店がジャスコ業態での最後の出店となった）、南側に大型専門店を置き、それらを約230mに及ぶ専門店モールでつなぐ、2核1モールの形態をとっており、専門店モールは中央部分にメガストア、フードコート&アミューズメントが配置されている。専門店駐車場は建物の西側・東側のほか、モール建物の4階、屋上と合わせて約4,100台が収容可能であり、障害者専用駐車場は建物出入口付近に7か所、4階に4か所、屋上に1か所設置されている。約1,400台駐車可能な駐輪場も計5か所設置されており、いずれも無料で利用することができる。西側の中央入口付近にはバスロータリー、タクシー乗り場がある。大和川流域調整池設置基準に基づき、平面駐車場の地下は12,600tの調整池となっている。
環境配慮への取り組みとして、空調に高効率チラー採用大温度差氷蓄熱システムを導入し、経済産業省資源エネルギー庁長官賞を受賞している。また、二次側空調システムはAHU+FCU方式とし、飲食店および出入口には空冷ヒートポンプパッケージ方式を採用。FCUの還り冷水をAHUで利用することで循環する水量を大幅に削減し、冬期のFCUの排熱回収によってAHUでの外気の昇温を図っている。そのほか、LED照明やリサイクル消火器約600本を導入し、屋上ハイサイドライトのガラス部分にはUVカットシートが貼付されているほか、駐車場でもラバーボラードやアスファルト舗装にリサイクル資材を利用したり、インターロッキングブロックの使用や屋上出入り口付近の緑化でヒートアイランド現象を緩和する工夫がなされている。
ユニバーサルデザインへの取り組みとしては、色覚障がい者を含め誰にでもわかりやすいよう改良されたサインシステム、キッズトイレ・みんなのトイレ（多目的トイレ）・モール内女性トイレへのパウダーコーナーの設置、フロア毎に磁器タイル・カーペットタイル・ビニルタイルの3種のタイル貼り分け、従来よりも高い1.4mの吹き抜け部の手すり設置などが挙げられる。
2011年（平成23年）7月1日、3階駐車場部分を改装しシネマコンプレックスが開業した。

## 主なテナント
2012年6月30日現在
出店店舗全店の一覧・詳細情報は公式サイト「ショップガイド」を、営業時間およびATMを設置する金融機関の詳細は公式サイト「営業時間・サービス案内」を参照。

### イオン大和郡山店
売り場構成は、1階は「食料品と美容・健康用品」、2階は「ファッション」（AEON STYLE STORE）、3階は「子供用品と家庭用品、ペット」である。

### 大型専門店
- Joshin（1階）
- スポーツ館ミツハシ（2階）

### 1階専門店
女性向けファッションを中心に生活・服飾雑貨関連の店舗で構成
- ココカラファイン
- AMO'S STYLE
- anySiS by KUMIKYOKU SiS
- 無印良品
- Lunar World（ルナワールド、生活雑貨）
- earth music&ecology natural store
- LOWRYS FARM
- カルディコーヒーファーム
- 口福堂（和菓子）
- THE BODY SHOP
- FLAXUS（フラクサス）
- AZUL by moussy
- a.v.v noble（アー・ヴェ・ヴェ ノーブル）
- レストラン街（16店舗）
- ATMコーナー
- カメラのキタムラ

### 2階専門店
男女の衣料品のほか、雑貨やスポーツなどの店舗で構成
- 喜久屋書店
- UNIQLO
- ムラサキスポーツ
- CIQUETO ikka
- AIGAN
- ヴィレッジヴァンガード
- GLOBAL WORK
- Feminine Café
- イオンホール（多目的ホール）
- 大和郡山市 元気城下町プラザ（行政サービスコーナー）
- CIQUETO VENCE EXCHANGE
- LUSH
- Seria
- THE SHOP TK MIXPICE
- HIDEAWAYS NICOLE

### 3階専門店
子供のいる家族向けの店舗で構成
- 楽市楽座
- g.u.
- 暮らす服
- MALE&Co.
- ASBee
- COMME ÇA ISM
- 3can4on
- Dosch / Re-J（ドスチー / リジェイ）
- こども写真城 スタジオアリス
- KCN STATION
- Hello赤ちゃん（ベビー用品）
- フードコート（9店舗）
- STARVATIONS
- THE CLOCK HOUSE
- BILLABONG（サーフ用品）
- UQ モバイル

### シネマサンシャイン大和郡山
シネマサンシャイン大和郡山は、佐々木興業が運営するシネマコンプレックスである。モール開業後に3階駐車場部分を改装し、2011年7月1日に開館した。シネマサンシャインとしては近畿地方初出店であり、開館時より奈良県初のIMAXデジタル上映設備が設置されている。奈良市のシネマデプト友楽が2010年1月31日に閉館しているため、当館は奈良県北部で唯一の映画館となっている。
| No. | 座席数 | 座席数 | Size(m) | Size(m) | 音響  | 備考         |
| No. | 通常   | 車椅子 | 縦      | 横      | 音響  | 備考         |
| --- | ------ | ------ | ------- | ------- | ----- | ------------ |
| 1   | 137    | 2      | 5.1     | 9.6     | 7.1ch |              |
| 2   | 165    | 2      | 5.1     | 9.6     | 7.1ch |              |
| 3   | 279    | 2      | 7.0     | 12.9    | 7.1ch |              |
| 4   | 372    | 2      | 非公表  | 非公表  | 12ch  | IMAXレーザー |
| 5   | 204    | 2      | 6.5     | 12.0    | 7.1ch |              |
| 6   | 48     | 0      | 3.8     | 7.1     | 7.1ch | 4DX          |
| 7   | 138    | 2      | 5.3     | 9.8     | 7.1ch |              |
| 8   | 95     | 1      | 3.8     | 7.1     | 7.1ch |              |
| 9   | 95     | 1      | 3.8     | 7.1     | 7.1ch |              |

## 交通アクセス
国道24号奈良バイパスに面しているため、開業にあたり、行政と協議したうえでショッピングセンター周辺の道路や信号機などの道路網の整備や、近隣の各駅との間の路線バスの新設が行われた。

### 面している道路
- 国道24号（奈良バイパス）

### 公共交通機関
奈良交通により下記の路線バスが運行されている。運行時刻・運賃は公式サイト「アクセスガイド」を参照。
- [11] JR郡山駅 - イオンモール大和郡山
- [21] 近鉄郡山駅 - イオンモール大和郡山
- [86] 近鉄奈良駅 - JR奈良駅 - 杏南町 - イオンモール大和郡山

## 近隣のショッピングセンター
- アピタ大和郡山店[2]（大和郡山市）